# Pichonia sessiliflora
Pichonia sessiliflora är en tvåhjärtbladig växtart som först beskrevs av Cyril Tenison White, och fick sitt nu gällande namn av André Aubréville. Pichonia sessiliflora ingår i släktet Pichonia och familjen Sapotaceae. Inga underarter finns listade i Catalogue of Life.